# Persone di nome Giuseppe/Poeti
| Questa pagina contiene informazioni ricavate automaticamente dalle voci biografiche con l'ausilio del template Bio e di un bot. L'aggiornamento è periodico e automatico e ricostruisce completamente la pagina. Se manca una persona in questa lista, sei pregato di non aggiungerla, ma accertati piuttosto che la sua voce biografica contenga il template Bio e che i dati anagrafici siano correttamente compilati. Se il template Bio manca, inseriscilo tu stesso o, in alternativa, metti l'avviso {{tmp\|Bio}} che ne segnala la mancanza. Se i dati riportati sono sbagliati, correggi direttamente la voce biografica; le modifiche saranno visibili in questa lista entro pochi giorni. Per chiarimenti vedi il progetto antroponimi. La lista contiene solo le 57 persone che sono citate nell'enciclopedia e per le quali è stato implementato correttamente il template Bio. Pagina aggiornata al 16 ott 2024. |

Questa è una lista di persone presenti nell'enciclopedia che hanno il nome Giuseppe e sono poeti.

## A(2)
- Giuseppe Antonio Arena, poeta e giurista italiano (Acri, n. 1935 - Napoli, † 1995)
- Giuseppe Avarna, poeta e scrittore italiano (Roma, n. 1916 - Gualtieri Sicaminò, † 1999)

## B(10)
- Giuseppe Giovanni Battaglia, poeta, drammaturgo e scrittore italiano (Aliminusa, n. 1951 - Aliminusa, † 1995)
- Giuseppe Battista, poeta italiano (Grottaglie, n. 1610 - Napoli, † 1675)
- Giuseppe Gioachino Belli, poeta italiano (Roma, n. 1791 - Roma, † 1863)
- Giuseppe Berneri, poeta e commediografo italiano (Roma, n. 1637 - Roma, † 1701)
- Giuseppe Biamonti, poeta e tragediografo italiano (San Biagio della Cima, n. 1762 - Milano, † 1824)
- Giuseppe Bignami, poeta italiano (n. 1799 - † 1873)
- Giuseppe Bombardini, poeta italiano (Bassano del Grappa, n. 1781 - † 1867)
- Giuseppe Bonandrini, poeta italiano (Casnigo, n. 1867 - Piazzatorre, † 1940)
- Giuseppe Bonecchi, poeta e librettista italiano
- Giuseppe Bustelli, poeta e traduttore italiano (Civitavecchia, n. 1832 - Viterbo, † 1909)

## C(6)
- Giuseppe Marco Calvino, poeta e commediografo italiano (Trapani, n. 1785 - Trapani, † 1833)
- Giuseppe Capaldo, poeta italiano (Napoli, n. 1874 - Napoli, † 1919)
- Giuseppe Capparozzo, poeta e religioso italiano (Lanzè, n. 1802 - Venezia, † 1848)
- Giuseppe Carrieri, poeta, avvocato e giornalista italiano (San Pietro in Guarano, n. 1886 - Cosenza, † 1968)
- Giuseppe Cava, poeta e scrittore italiano (Savona, n. 1870 - † 1940)
- Giuseppe Coniglio, poeta italiano (Pazzano, n. 1922 - Catanzaro, † 2006)

## D(4)
- Giuseppe De Dominicis, poeta italiano (Cavallino, n. 1869 - † 1905)
- Giuseppe Domenico de Totis, poeta e librettista italiano (Roma - Roma, † 1707)
- Giuseppe da Varano, poeta italiano (Camerino, n. 1639 - Ferrara, † 1699)
- Giuseppe de Spuches, poeta, traduttore e politico italiano (Palermo, n. 1819 - Palermo, † 1884)

## F(2)
- Giuseppe Florio, poeta italiano (Napoli, n. 1818 - Napoli, † 1880)
- Giuseppe Foti, poeta italiano (Patti, n. 1879 - Palermo, † 1949)

## G(3)
- Giuseppe Ganduscio, poeta italiano (Ribera, n. 1925 - Firenze, † 1963)
- Giuseppe Torquato Gargani, poeta e letterato italiano (Firenze, n. 1834 - Faenza, † 1862)
- Giuseppe Giusti, poeta e scrittore italiano (Monsummano Terme, n. 1809 - Firenze, † 1850)

## I(1)
- Giuseppe Iscano, poeta inglese (Exeter)

## L(2)
- Giuseppe Levi, poeta, traduttore e pedagogo italiano (Vercelli, n. 1814 - Vercelli, † 1874)
- Giuseppe Elio Ligotti, poeta e romanziere italiano (Roma, n. 1946)

## M(6)
- Giuseppe Maccari, poeta italiano (Frosinone, n. 1840 - Roma, † 1867)
- Giuseppe Macherione, poeta e patriota italiano (Giarre, n. 1840 - Torino, † 1861)
- Giuseppe Malattia della Vallata, poeta, scrittore e saggista italiano (Barcis, n. 1875 - Venezia, † 1948)
- Giuseppe Marraffino, poeta italiano (Catania, n. 1771 - Catania, † 1850)
- Giuseppe Mor, poeta italiano (Trento, n. 1853 - † 1923)
- Giuseppe Morabito, poeta italiano (Reggio Calabria, n. 1900 - Messina, † 1997)

## P(4)
- Peppi Paci, poeta italiano (Canicattì, n. 1890 - Padova, † 1967)
- Giuseppe Parini, poeta e abate italiano (Bosisio, n. 1729 - Milano, † 1799)
- Giuseppe Pessina, poeta italiano (Firenze, n. 1860 - Napoli, † 1919)
- Giuseppe Pirastru, poeta italiano (Ozieri, n. 1859 - Ozieri, † 1931)

## R(6)
- Giuseppe Racchetti, poeta, scrittore e storiografo italiano (Crema, n. 1783 - † 1858)
- Giuseppe Raga, poeta italiano (Bonnanaro, n. 1873 - Bonnanaro, † 1957)
- Giuseppe Regaldi, poeta e scrittore italiano (Novara, n. 1809 - Bologna, † 1883)
- Giuseppe Rivelli, poeta e letterato italiano (Napoli, n. 1783 - Napoli, † 1860)
- Giuseppe Rosato, poeta, scrittore e critico letterario italiano (Lanciano, n. 1932)
- Giuseppe Rosi, poeta e patriota italiano (Calcara di Ussita, n. 1798 - Roma, † 1891)

## S(3)
- Giuseppe Schirinà, poeta e scrittore italiano (Avola, n. 1923 - Avola, † 2004)
- Giuseppe Schirò, poeta, linguista e pubblicista italiano (Piana degli Albanesi, n. 1865 - Napoli, † 1927)
- Giuseppe Storace d'Afflitto, poeta italiano (Sant'Agnello, n. 1605)

## T(4)
- Giuseppe Tetamo, poeta e scrittore italiano (Napoli, n. 1885 - Miano, † 1941)
- Giuseppe Tirinnanzi, poeta italiano (Firenze, n. 1887 - Legnano, † 1976)
- Giuseppe Tomasini, poeta italiano (Giuliana, n. 1821 - Palermo, † 1873)
- Giuseppe Tontodonati, poeta italiano (Scafa, n. 1917 - Bologna, † 1989)

## U(1)
- Giuseppe Ungaretti, poeta, scrittore e traduttore italiano (Alessandria d'Egitto, n. 1888 - Milano, † 1970)

## V(2)
- Nello Vegezzi, poeta, regista e pittore italiano (Piacenza, n. 1929 - Turro, † 1993)
- Giuseppe Villaroel, poeta, giornalista e scrittore italiano (Catania, n. 1889 - Roma, † 1965)

## Z(1)
- Giuseppe Zagarrio, poeta e critico letterario italiano (Ravanusa, n. 1921 - Firenze, † 1994)